# Afshin Peyrovani
Mohammad Ali "Afshin" Peyrovani (n. Shiraz. Irán, 6 de febrero de 1970) es un exfutbolista y actual entrenador iraní, que jugaba de defensa y militó en diversos clubes de Irán y Catar.

## Selección nacional

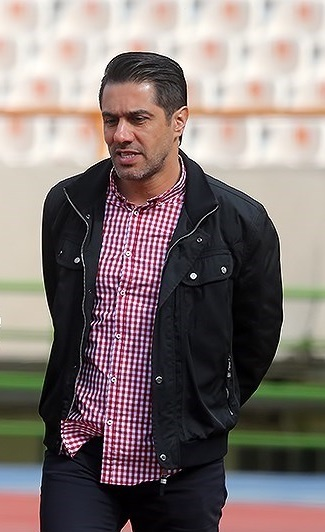
Afshin Peyrovani como entrenador en 2014

Con la Selección de fútbol de Irán, disputó 66 partidos internacionales y no anotó goles. Incluso participó con la selección iraní, en una sola edición de la Copa Mundial. La única participación de Peyrovani en un mundial, fue en la edición de Francia 1998. donde su selección quedó eliminado, en la primera fase de la cita de Francia.

### Participaciones en Copas del Mundo
| Mundial                        | Sede    | Resultado    |
| ------------------------------ | ------- | ------------ |
| Copa Mundial de Fútbol de 1998 | Francia | Primera Fase |

## Clubes
| Club         | País  | Año         |
| ------------ | ----- | ----------- |
| Bargh Shiraz | Irán  | 1986 - 1990 |
| Bank Tejarat | Irán  | 1990 - 1993 |
| Persépolis   | Irán  | 1993 - 1996 |
| Al-Saad      | Catar | 1996 - 1997 |
| Persépolis   | Irán  | 1997 - 2004 |
| Paykan       | Irán  | 2004 - 2005 |